# Ноград
Ноград (на унгарски: Nógrád) е една от 19-те области (или комитати, megye) в Унгария. Разположена е в северната част на страната, на границата със Словакия. Административен център на област Ноград е Шалготарян.